# 성주 동방사지 칠층석탑
동방사지칠층석탑(東方寺址七層石塔)은 대한민국 경상북도 성주군 성주읍 예산리, 동방사터에 남아 있는 고려시대의 7층 석탑이다. 1974년 12월 10일 경상북도의 유형문화재 제60호로 지정되었다.

## 개요
동방사터에 남아 있는 7층 석탑으로, 원래는 9층이었다고 전한다. 절터는 성주읍내에서 왜관으로 가는 국도를 따라 약 1km 떨어진 도로변에 자리잡고 있는데, 신라 애장왕 때 창건되었다가 임진왜란 때 절이 모두 불타버리고 현재는 이 석탑만 남아 있다.
기단(基壇)의 네 면과 탑신(塔身)의 각 몸돌에는 기둥 모양의 조각을 두었으며, 특히 1층 몸돌에는 문(門)모양을 깊게 새겼다. 1 ·2 ·3층 지붕돌 네 귀퉁이에는 연꽃무늬가 조각되어 있는 것이 특징으로, 고려시대의 자유로운 조각양식이 엿보인다.
탑이 자리하고 있는 성주지역의 지형은 소가 누워서 별을 바라보는 형상으로, 이 때문에 냇물이 성주읍을 돌아 동쪽으로 빠져 나가는 것으로 보아, 성주땅의 기운이 냇물과 함께 빠져 나가는 것을 막기 위해 이 탑을 세웠다고 전한다. 성주따의 기운을 보호하는 의미를 담고 있기 때문에 일명 ‘지기탑(地氣塔)’이라 부르기도 한다.

## 참고 자료
- 동방사지칠층석탑 - 국가유산청 국가유산포털